# Grantsville (Utah)
Grantsville je město v okresu Tooele County ve státě Utah ve Spojených státech amerických. K roku 2000 zde žilo 6 015 obyvatel. S celkovou rozlohou 46,2 km² byla hustota zalidnění 130,4 obyvatel na km².